# Maison du chemin de fer
La Maison du chemin de fer (finnois : Rautatieläisten talo) est un bâtiment de style néo-Renaissance construit dans le quartier de  Kyttälä à Tampere en Finlande.

## Présentation
L'édifice néo-Renaissance est conçu par Bruno Granholm en 1896.
En 1921, on lui ajoute un troisième niveau.
Au début des années 1930, on abaisse le niveau des rues Hämeenkatu  et Rautatienkatu dans le cadre des travaux de construction de la  nouvelle gare de Tampere  et le niveau de la cave est utilisé pour y ouvrir des boutiques. Ainsi le bâtiment gagné alors un étage.
À l'origine, le bâtiment est construit pour servir de résidence aux cheminots.
De nos jours il héberge des bureaux et des espaces commerciaux.